# Stanisław Wyspiański
Stanislav Mateusz Ignacy Wyspiański (n. 15 ianuarie 1869, Cracovia, Austro-Ungaria – d. 28 noiembrie 1907, Cracovia, Austro-Ungaria) a fost un pictor, scriitor, poet, dramaturg și arhitect polonez, care amintește de marii maeștrii ai Renașterii, el fiind una din marile personalități ale Poloniei. De asemenea, Wyspianski a fost un dramaturg novator, a revoluționat arta decorativă și a fost un mare inovator în arta plastică. A fost unul dintre promotorii de seamă a mișcării „Tânăra Polonie” și a fost membru fondator al Societății artiștilor polonezi Sztuka..

## Copilăria
Stanislaw Wyspiański s-a născut în data de 15 ianuarie 1869 în orașul Cracovia, el fiind primul copil al sculptorului Franciszek Wyspiański și al Mariei Rogowska.  Tatăl său a deținut un atelier de pe Dealul Wawel. Mama sa a murit de tuberculoză în 1876, când Stanisław avea șapte ani.  Tatăl său, Stanisław, nu și-a putut îndeplini responsabilitățile parentale din cauza problemelor pe care le avea în ceea ce privește consumul de alcool. Instabil emoțional, Franciszek Wyspiański cade pradă băuturii totul agravându-se în momentul pierderii fiului mai mic Tadeusz și mai apoi a soției. Stanisław a fost adoptat de către mătușa lui Joanna Stankiewiczowa și Kazimierz soțul ei. Familia Stankiewicz aparținea clasei de intelectuali burghezi. În casa lor, Wyspiański a făcut cunoștință cu pictorul Jan Matejko, care a fost un vizitator frecvent. Matejko și-a dat seama rapid că băiatul are talent, și i-a dat prima orientare artistică. Copilăria și-o petrece  pe strada Kanonicza în vecinătatea catedralei și castelului, în casa lui Dlugosz.
În anul 1890, Stanislaw se mută în casa mătușei sale, nașă de botez, Stankiewicz. Unchiul său, Stankiewicz fiind o persoană nobilă, mărinimoasă își va asuma rolul de tată și se va ocupa în mod activ de educația nepotului Stanislaw Wyspiański.

## Studii și carieră

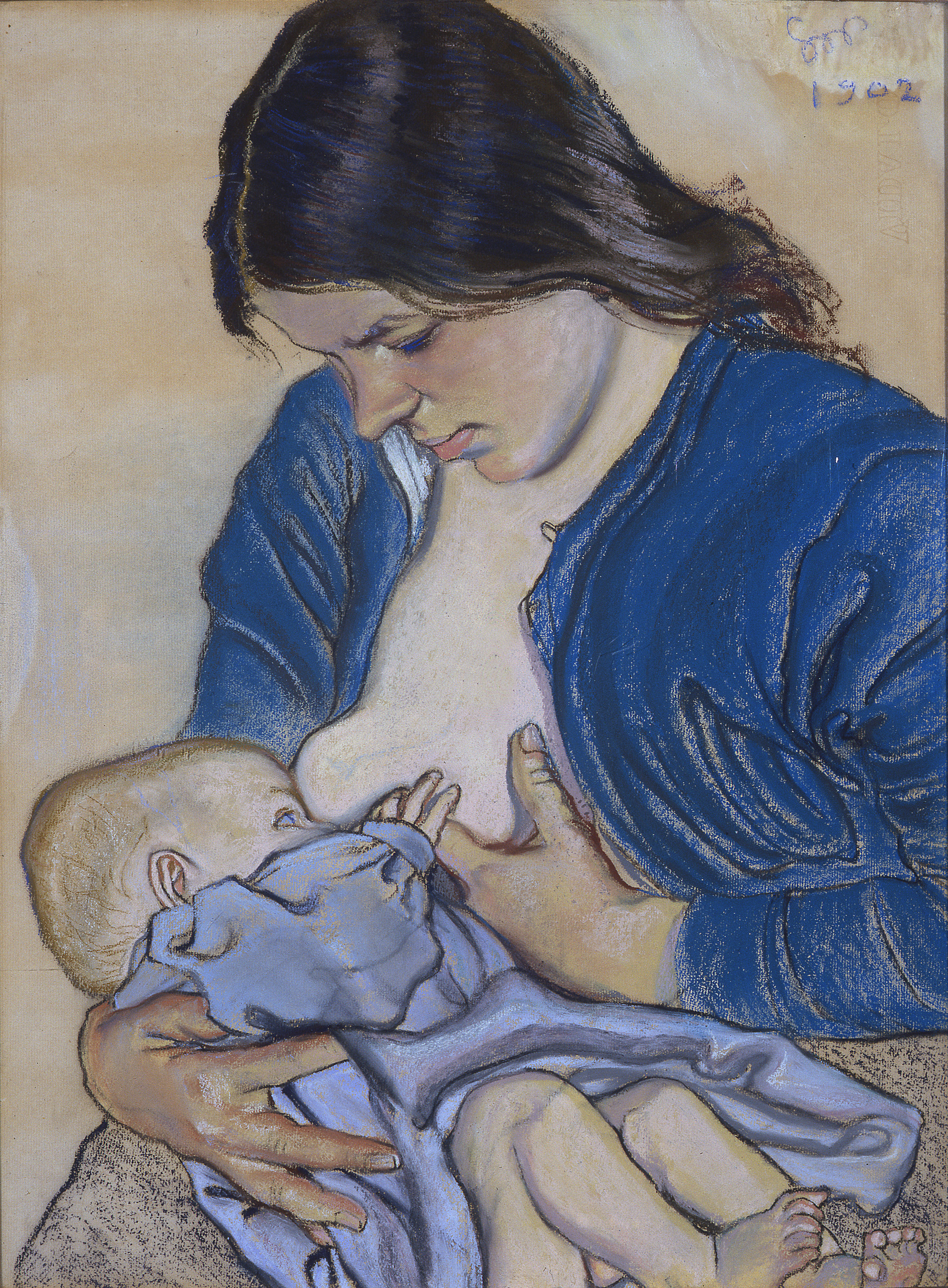
Maternitate, 1905

Stanislaw urmează cursurile Gimnaziului Sf. Ana, unde la disciplina „Desen” are rezultate remarcabile. În perioada anilor 1880, participă la manifestațiile patriotice din Cracovia. După terminarea gimnaziului Stanislaw Wyspiański asistă la cursurile Școlii de Arte Frumoase din Cracovia și după bacalaureat este declarat admis la Universitatea din Cracovia unde studiază în cadrul Cabinetului de Istoria Artei despre pictura Renașterii fiind un fervent activist în „Cercul Esteticilor”.
În 1887, Wyspiański s-a înscris Universitatea Jagiellonian și Școala de Arte Frumoase din Cracovia secția de filozofie. În timp ce studia la Universitate, el a participat la cursuri de artă, istorie și literatură. Jan Matejko care era decanul Școlii de Arte Frumoase a recunoscut imediat talentul lui Wyspiański și i-a propus să se alăture lui, în crearea unei policromii din interiorul Bisericii Mariacki (Sfânta Maria). Acolo, ei vor lucra împreună o jumătate de an.
Anii 1980 - 1895 au fost dedicați călătoriilor. Wyspiański a vizitat Italia, Germania, Elveția, Franța și Praga. Vizitarea Franței și a Parisului își va lăsa adânc amprenta pe viitorul artistic al lui Wyspiański. A avut șansa să urmeze cursurile de atelier a Academiei Colarossi. Deoarece taxa de școlarizare era foarte mare, Stanislaw a aplicat pentru obținerea unei burse. În timpul cât a stat în Franța, Stanislaw l-a cunoscut pe Paul Gauguin cu care a vizitat o mulțime de muzee de artă unde Wyspiański a rămas sedus de picturile lui Pierre Puvis de Chavannes. A participat la viața culturală a Parisului, urmărind spectacole de teatru de autori antici precum și capodoperele shakespeariene. Viitoarele sale drame: „Daniel și Meleagra” și „Întoarcerea lui Ulise” au avut la bază impresiile acumulate de Stanislaw la Paris. Între timp el a scris mai multe drame cum ar fi: „Królowa Polskiej Korony”, „Warszawianka” și prima versiune a dramei „Legenda”. În august 1894 a revenit la Cracovia, unde s-a implicat în mișcarea modernistă.
Începând din anul 1892, Stanislaw oscilează între Cracovia și Paris, pentru ca în 1895 să facă o policromie la  Biserica Călugărilor Franciscani, acesta fiind primul proiect monumental al său. Policromia a constat din motive florale, geometrice și motive de heraldică. Ulterior va executa pentru această biserică și vitraliile. Acum va publica o serie de piese de teatru și în urma unei legături cu o țărancă Teodora Teofila Pytko apar primii urmași.
Este demn de menționat faptul că Wyspiański a primit marele premiu al Academiei Poloneze de Arte pentru peisajul Kopiec Kościuszki. Ca pictor , designer de interior și poet, Wyspiański a colaborat cu Teatrul Turnul din Cracovia pentru care a făcut scenografia pentru spectacolele de teatru. De abia mai târziu a pus, acolo, în scenă diferite piese de teatru.
În Cracovia a colaborat cu Art Society și la mijlocul lui 1898 a fost nominalizat ca directorul săptămânalului de artă Życie. Din nefericire, primele drame publicate: „Legenda”, (1897) și „Daniel și Meleagra”, (1898) nu au primit aprecierile criticilor de teatru. Aprecieri importante a primit drama „Warszawianka” încă de la premieră. Premiera piesei de teatru Warszawianka, a marcat debutul lui Wyspiański ca dramaturg național. Premiera a avut loc pe 02 iulie 1901 și în rolul Mariei a jucat Helena Modrzejewska. Anii 1899 - 1900 au marcat publicarea pieselor de teatru „Protesilas și Laodamia”, „Lelewel” și „Legiunea”. Această dramă este considerată a fi polemica autorului cu viziunea romantică a istoriei. În 1900, Wyspiański s-a căsătorit cu mama celor patru copii ai săi, Teodora Pytko. În luna noiembrie a aceluiași an, el a participat la nunta prietenului său Lucjan Rýdel în Bronowice, un sat de lângă Cracovia. Această ceremonie a fost sursa de inspiratie pentru cea mai importantă operă a sa „Nunta”.
În 1906, Wyspiański a devenit profesor al Academiei de Arte Frumoase din Cracovia, el a fost de asemenea și membru al Consiliului orășenesc. În ultimii ani, starea de sănătate a pictorului Wyspianski s-a deteriorat și ca urmare, el a urmat tratamente medicale în Rymanów și Bad Hall. Apoi s-a stabilit în mica sa cabană din satul Węgrzce, de lângă Cracovia. El a suferit de sifilis.

## Sfârșitul vieții

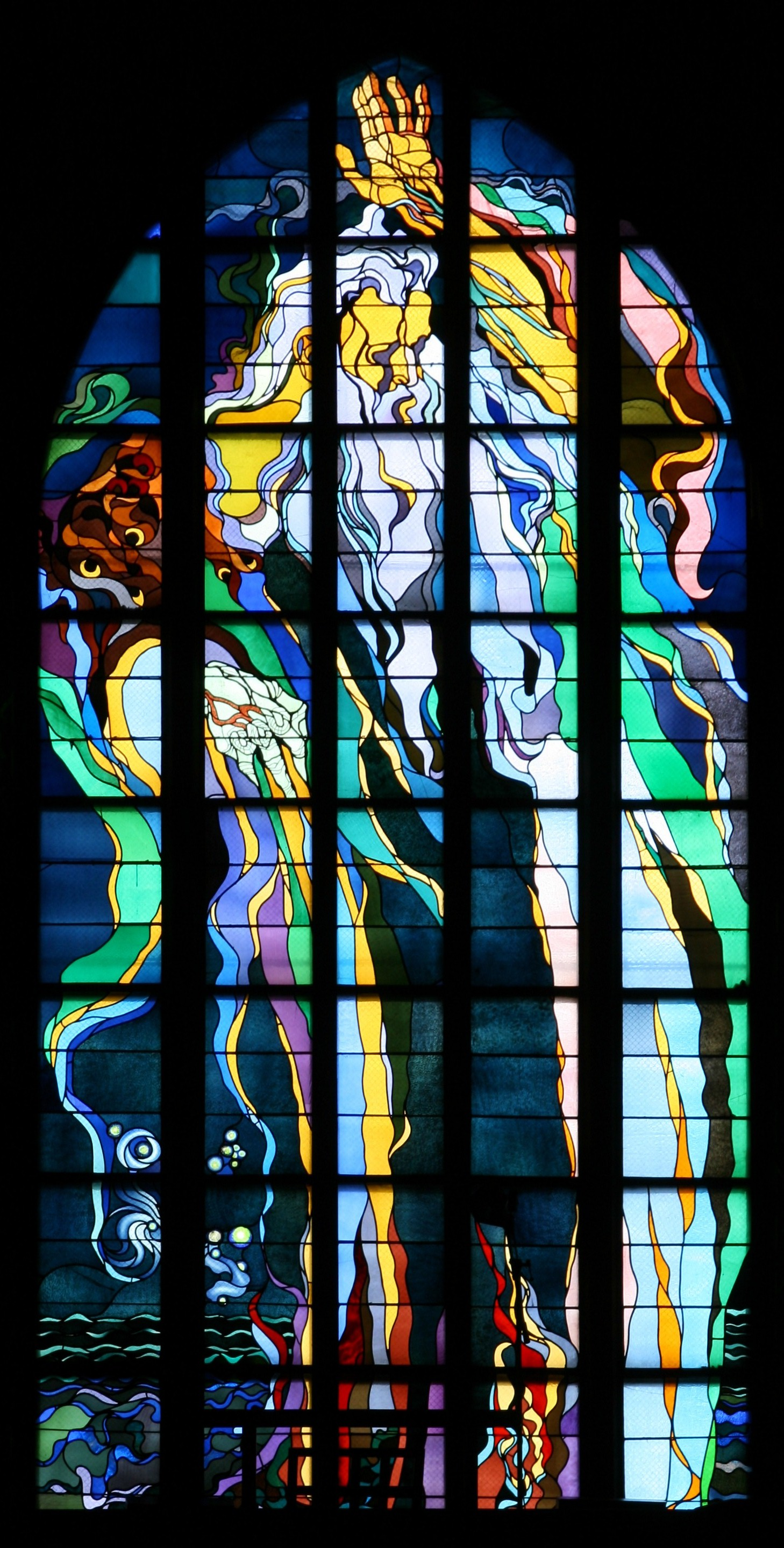
Vitraliu în Biserica Franciscană, proiectat de Wyspiański

Începutul secolului al XX-lea îl găsește pe Wyspiański ca un pictor cristalizat, cu un stil propriu și ca un dramaturg și poet matur. Proiecte de vitralii și avanpremiera piesei “Nunta” se dovedesc a fi cruciale pentru cariera sa. Scrie,  febril, piese de teatru în continuare rămânând totuși fidel picturii. Acum cumpără o casă în satul Wegreze, lângă Cracovia unde se mută în toamna anului 1906.
Moare la 38 de ani la data de 28 noiembrie 1907, înmormântarea sa  devenind manifestație națională. Wyspiański a fost îngropat în cripta Bisericii Skalka.

## Opera
Activitatea artistică a lui Stanislaw Wyspiański este eterogenă, chiar eclectică. Printre poezii și dramaturgie, se regăsesc peisaje din Cracovia, autoportrete, portrete, desene, picturi în ulei, desene în tehnica pastelului, vitralii, ilustrații, proiecte de mobilier, grafică, proiecte pentru interioare și exterioare, etc.
Stanislaw Wyspiański este cel mai cunoscut pentru desenele sale, cum este autoportetul său din 1890 și pentru schițele realizate ca urmare a călătoriilor sale prin Europa și Polonia. Wyspiański este cunoscut și ca realizatorului unei colecții de plante desenate ce se constituie într-un ierbar spectaculos. Dintre tehnicile folosite în pictură se disting panstelurile făcute între anii 1890 - 1894, care reprezintă portrete ale familiei artistului, portrete de artiști și de prieteni. Wyspiański a fost atras de ipostazele copiilor în viața de zi cu zi, cum ar fi copii dormind, mâncând, etc. Exemple în acest sens stând pastelurile:
- 1900, „Helenka”, aflat la Muzeul Național din Cracovia;
- 1902,  „Śpiący Stas (Stas, fiul, dormind)”, aflat la Muzeul Silezian din Katovice;
- 1904, „Śpiący Mietek (Mietek, fiul, dormind)”, aflat la Muzeul de Arta din Łódź;
- 1905, „Macierzyństwo (Mama)”, aflat la Muzeul National din Cracovia;
- 1904, „Zona artysty Z synkiem Stasiem (Soția artistului cu fiul lor Stas)”, aflat acum la Muzeul Silezia Superioară din Bytom.

Folosind tehnica pastelului a realizat o mulțime de portrete ale cunoștințelor sale, printre care: Kazimierz Lewandowski, Jacek Malczewski, Eliza Pareńska, familia Kryształowicz, Ludwik Solski, Irena Solska, Jan Stanisławski. În peisagistică se remarcă peisaje în ulei ale râului Vistula Rudawa, peisaje din Cracovia și cabane în Grębowo. Pe de altă parte, Stanislaw Wyspiański a făcut vitralii, policromii și interioare. Wyspiański împreună cu Józef Mehoffer a proiectat 36 de vitralii pentru Biserica Mariaki (Sfânta Maria) din Cracovia.

## Piese de teatru
- 1898 - Warszawianka (Imnul Varșoviei)
- 1899 - Klątwa (Blestemul)
- 1899 - Protesilas i Leodamia
- 1899 - Meleager
- 1900 - Legion (Legiunea)
- 1901 - Wesele (Nunta)
- 1903 - Wyzwolenie (Eliberare)
- 1904 - Weimar 1829, (Fragment)
- 1904 - Noc listopadowa (Noapte de noiembrie)
- 1904 - Acropolis (Acropole)
- 1907 - Skałka
- 1907 - Powrót Odysa (Întoarecerea lui Ulise)
- 1907 - Zygmunt August (neterminată)

## Muzeul Wyspiański și monumente onorifice

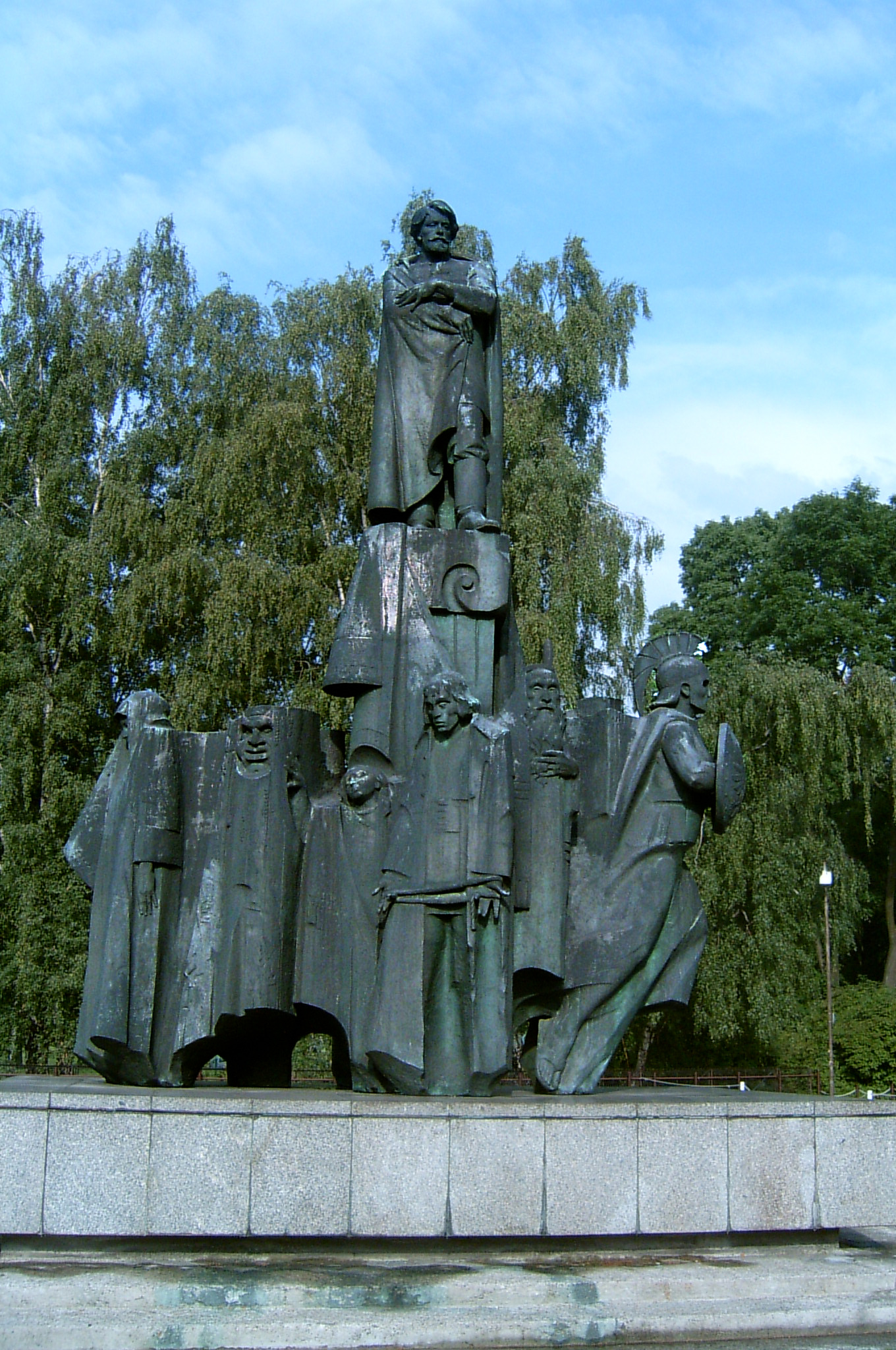
Monumentul Wyspiański din Cracovia

Muzeul Stanislaw Wispiański se află în casa Szolayaski, construită în secolul al XVII-lea, aceasta fiind o filială a Muzeului Național din Cracovia denumită câteodată și Muzeul Szolayski. În fața noii clădiri a Muzeului National din Cracovia se află  un monument dedicat lui  Stanisław Wyspiański. Anul 2007 a fost numit Anul Stanisław Wyspiański de către Curtea de Justiție a Parlamentului polonez.

## Străzi din Cracovia legate de Wyspiański

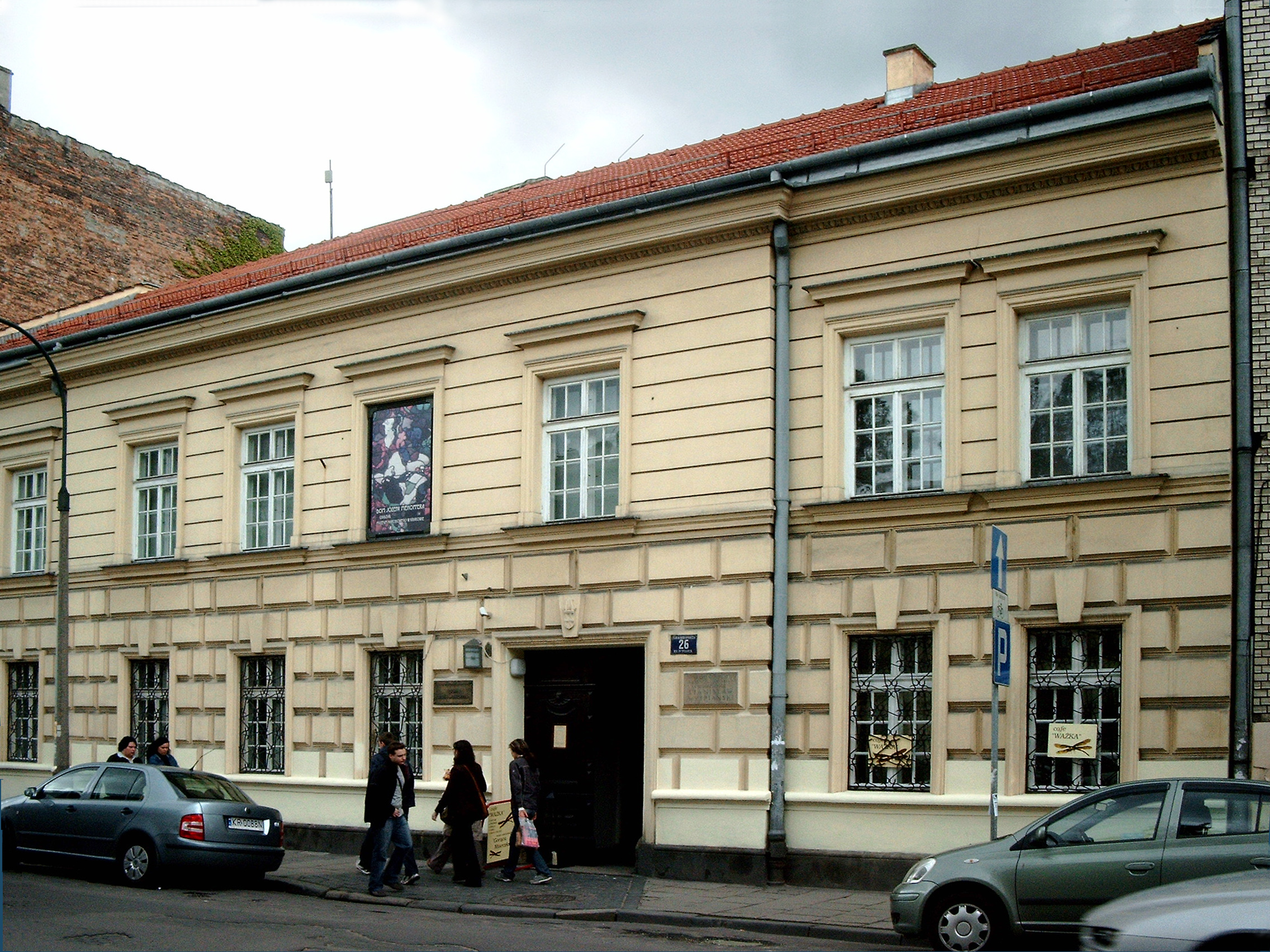
Strada Krupnicza nr.26

- Strada Krupnicza nr.26 - este casa bunicii sale unde s-a născut Stanislaw Wispiański. Wispiański a locuit acolo până în anul 1873.
- Strada Kanonicza nr.25 - este casa lui Jan Dlugosz unde s-a mutat Wispiański în vara anului 1873 cu familia. Este locul unde mama și fratele său mai mic au murit În toamna anului 1880, Wispiański. s-a mutat la mătușa Joanna Stankiewiczowa și unchiul său, Kazimierz.
- Strada Kopernika nr.01 - este locul unde a locuit, în casa familiei Stankiewicz, între anii 1880 - 1883. Locul a fost preluat mai târziu și transformat în hotel - Tourist House PTTK, în prezent este Hotelul Wyspiański.
- Strada Zaisze nr.02 - aici se află noul apartament al familiei Stankiewicz. Apartamentul se găsea la etajul al doilea în Hotelul Central (acum dispărut) la intersecția străzilor Zacisze și Basztowa, cu vedere către Barbakan și către Parcul Planty. Datorită extinderii hotelului, familia Stankiewicz a fost nevoită să se mute în anul 1885.
- Strada Westerplatte nr.01 (atunci strada Kolejowa) - în anul 1895 familia Stankiewicz a început să locuiască aici într-un apartament aflat la parterul clădirii, la colțul străzilor Kolejowa și Lubicz. În prezent, în acest loc se află scări cu arcade ale unui pasaj subteran. Pe atunci, Wyspiański, a avut atelierul său în satul Grzegórzki unde a lucrat vitraliile Bisericii Franciscane.
- Strada Poselska nr.10 - după câteva luni după ce s-au mutat pe strada Westerplatte, unchiul său, Stankiewicz Kazimierz, a murit și Wyspiański și mătușa sa au fost nevoiți să se mute aici într-un apartament aflat la etajul doi.
- Piața Mariacki nr. 09 - în iulie 1898, Wyspiański a închiriat aici o cameră. În 1907 casa a fost demolată și s-a construit în loc o clădire Art Nouveau. Apartamentul a avut destinația de studiou în vremea în care Wyspiański locuia pe strada Szlak nr. 23 în casa viitoarei sale soții Teofilia Pytko.
- Strada Krowoderska nr.79 - în 1901, când Wyspiański a primit premiul cel mare pentru vitraliile castelului regal de la Wawel, acesta a închiriat un apartament de șapte camere într-un imobil aflat la colțul Juliusza Slowackiego Avenue, la etajul al doilea. Aici avea studioul și a locuit cu familia sa. Există legenda cum că avea un mesaj pe ușa sa de intrare:„Aici locuiește Stanisław Wyspiański și nu vrea să fie vizitat”.
- Węgrzce nr.05, lângă Cracovia - aici a locuit Wyspiański ultima dată. Azi, casa este demolată, în locul ei existând o locuință privată. Aici se află o placă comemorativă la 100 de ani de la nașterea marelui artist.
- Strada Siemiradzkiego nr.01 - este adresa spitalului unde Wyspiański a decedat la data de 28 noiembrie 1907 (azi dispărut). Acesta era situat la intersecția străzilor Siemiradzkiego și Lobzowska.

## Galerie imagini

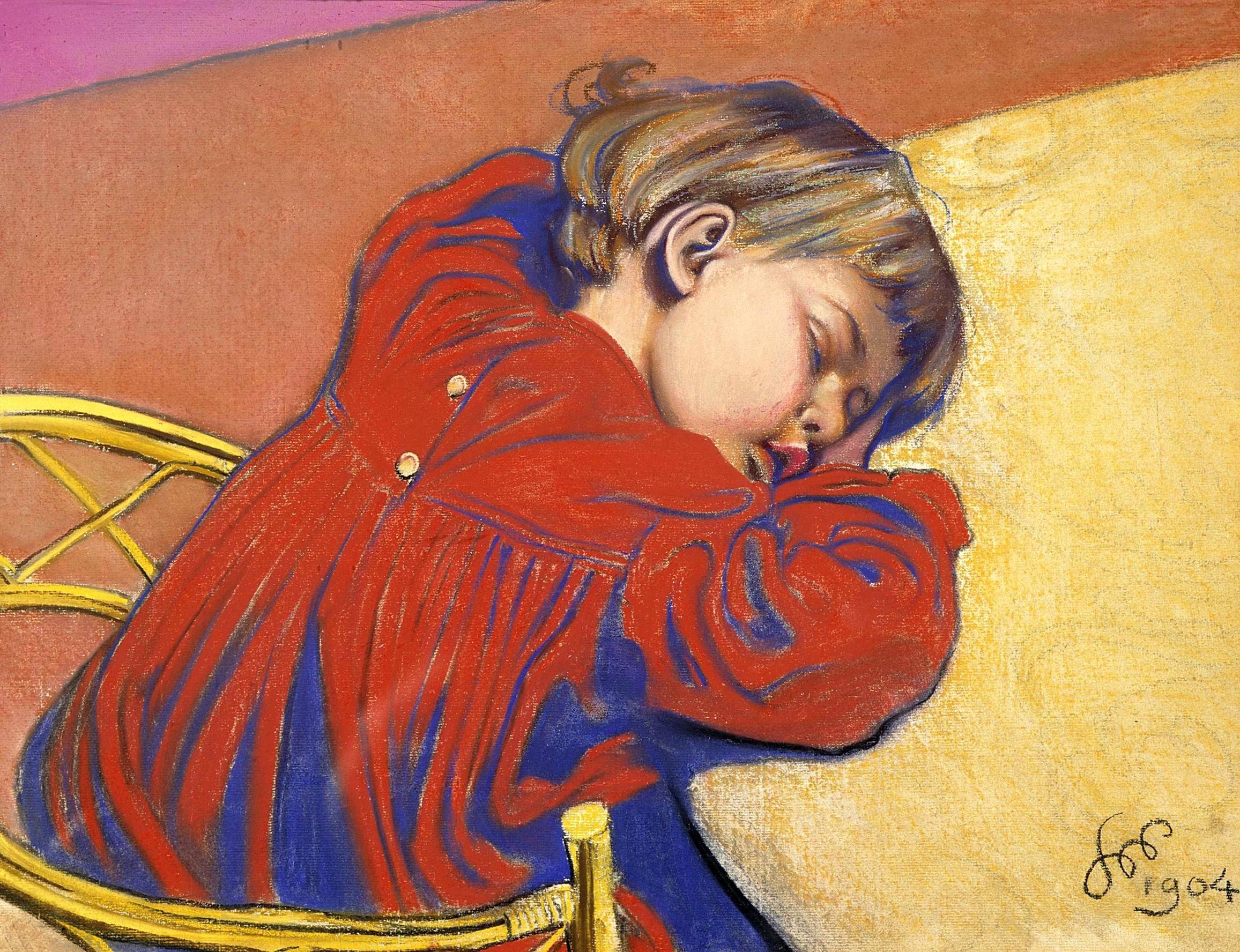
Copil (fiul Stas) dormind, 1904
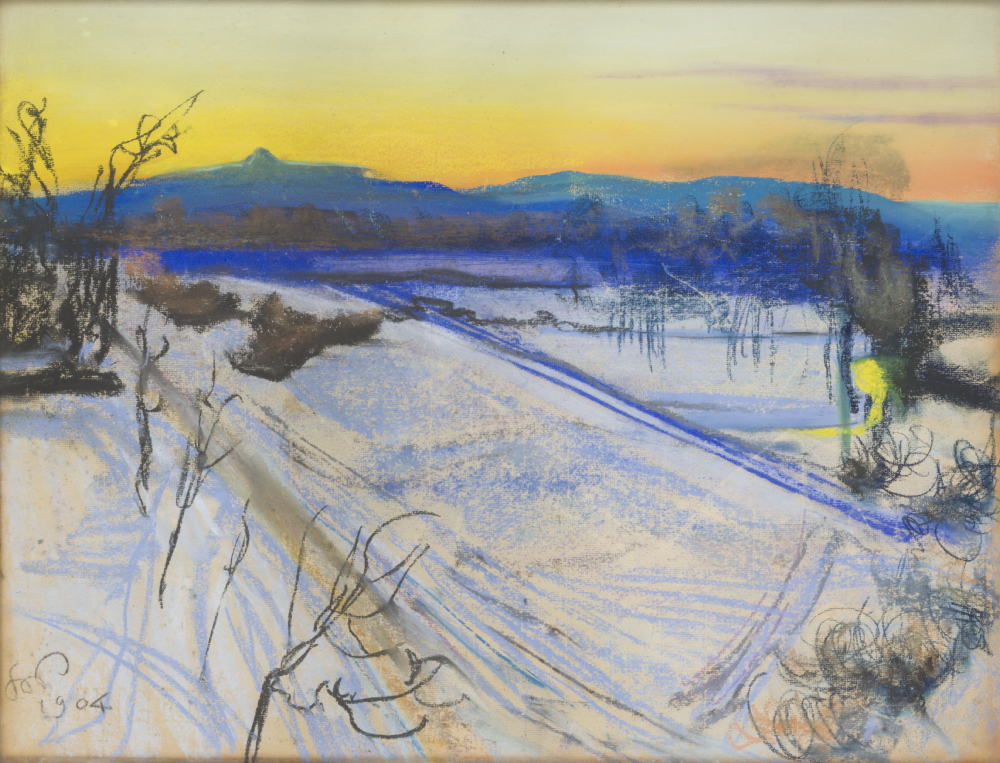
’’ Vedere asupra dealului Kościuszko, 1904 ‘’, 1904
Maternitate, 1905
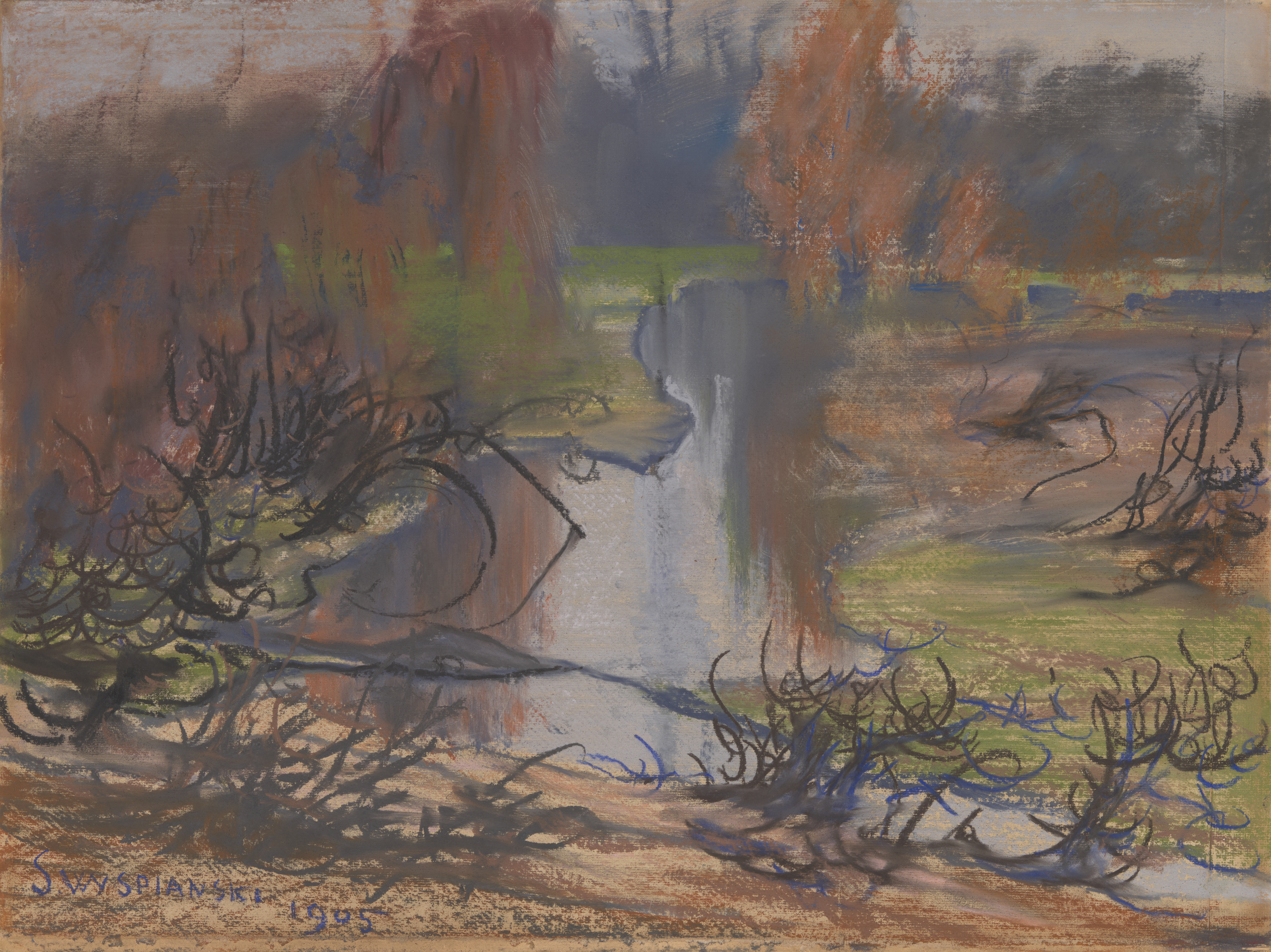
Râul Rudawa
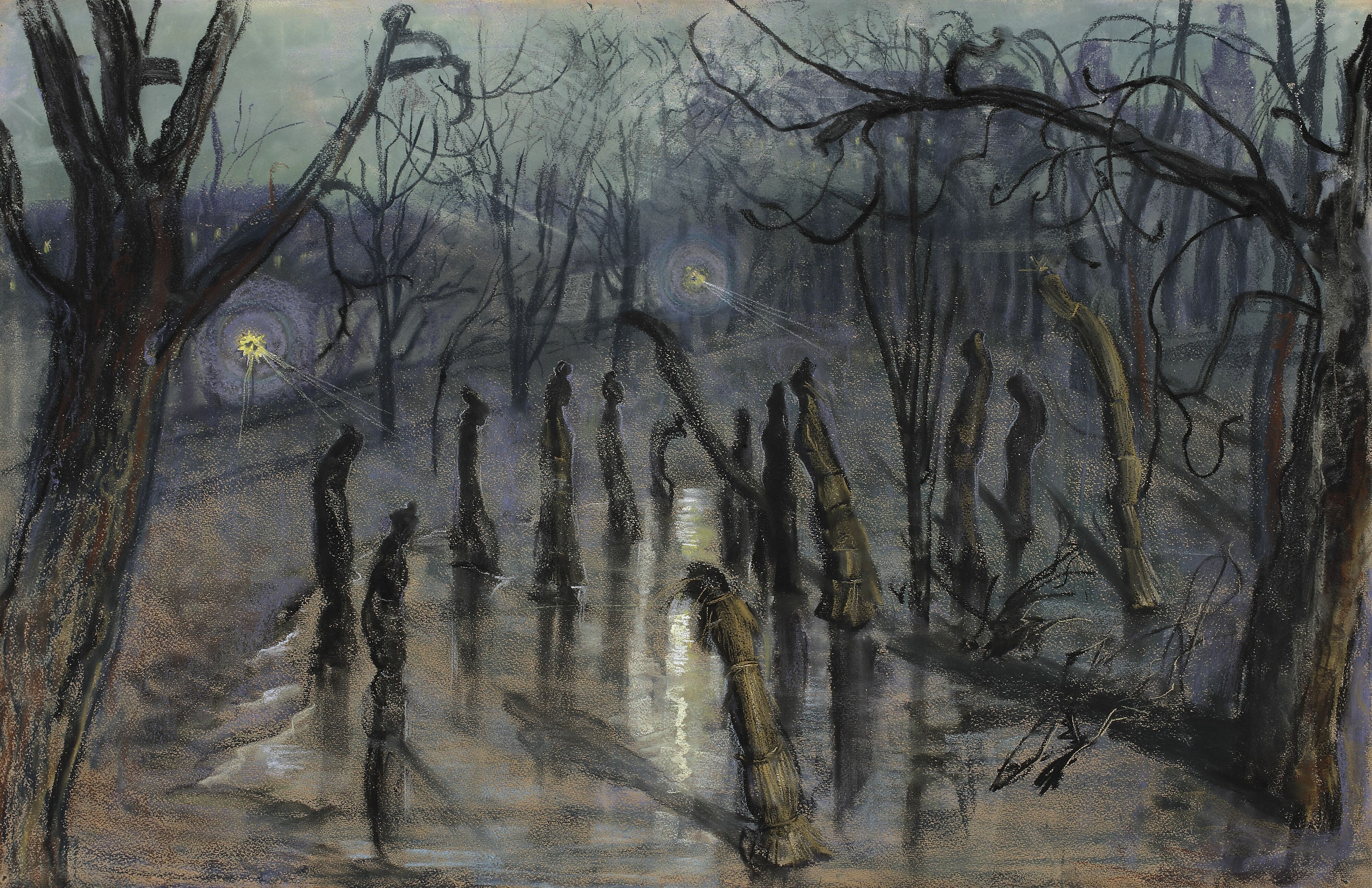
Chochoły'
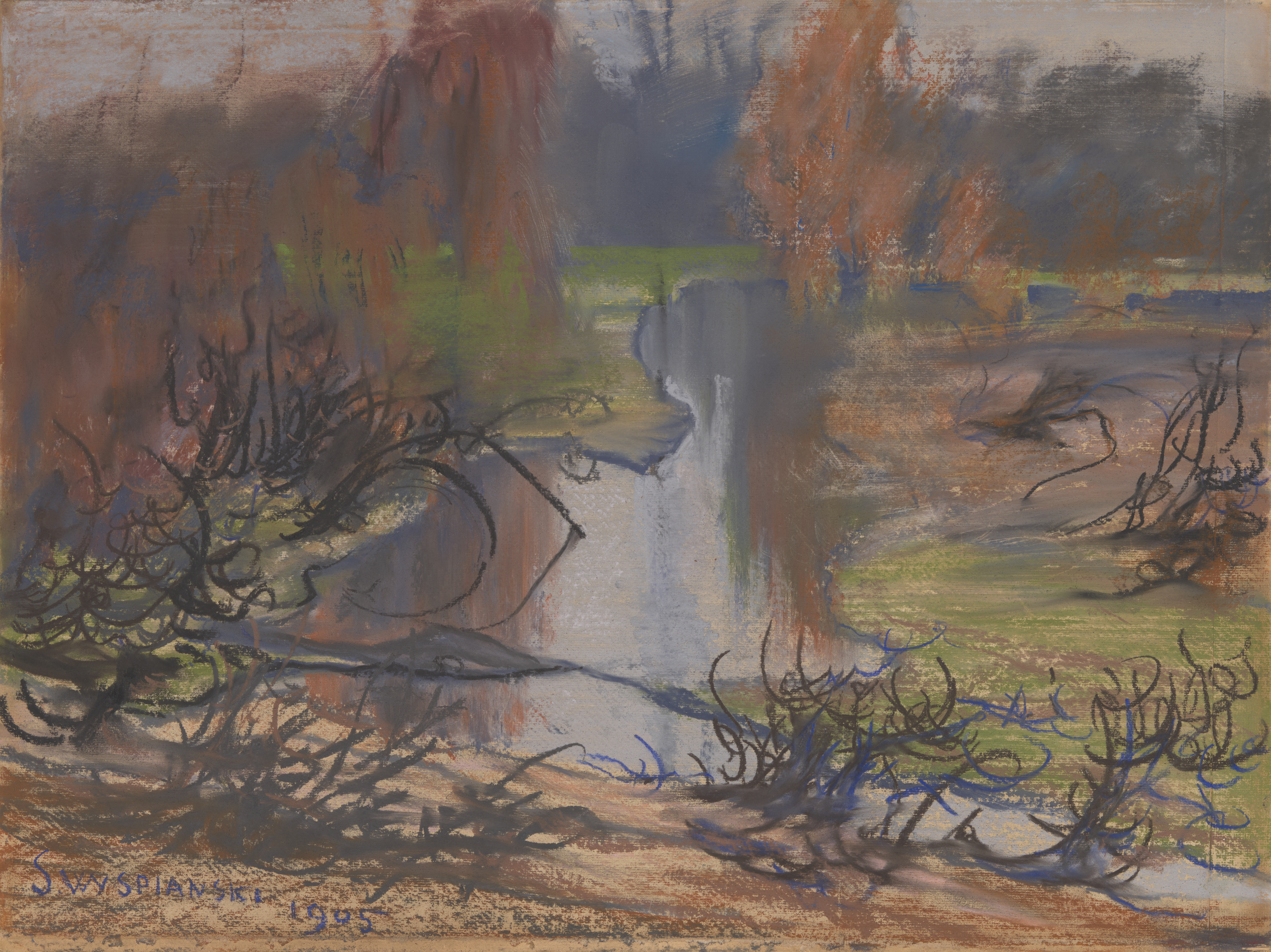
Rudawa, peisaj
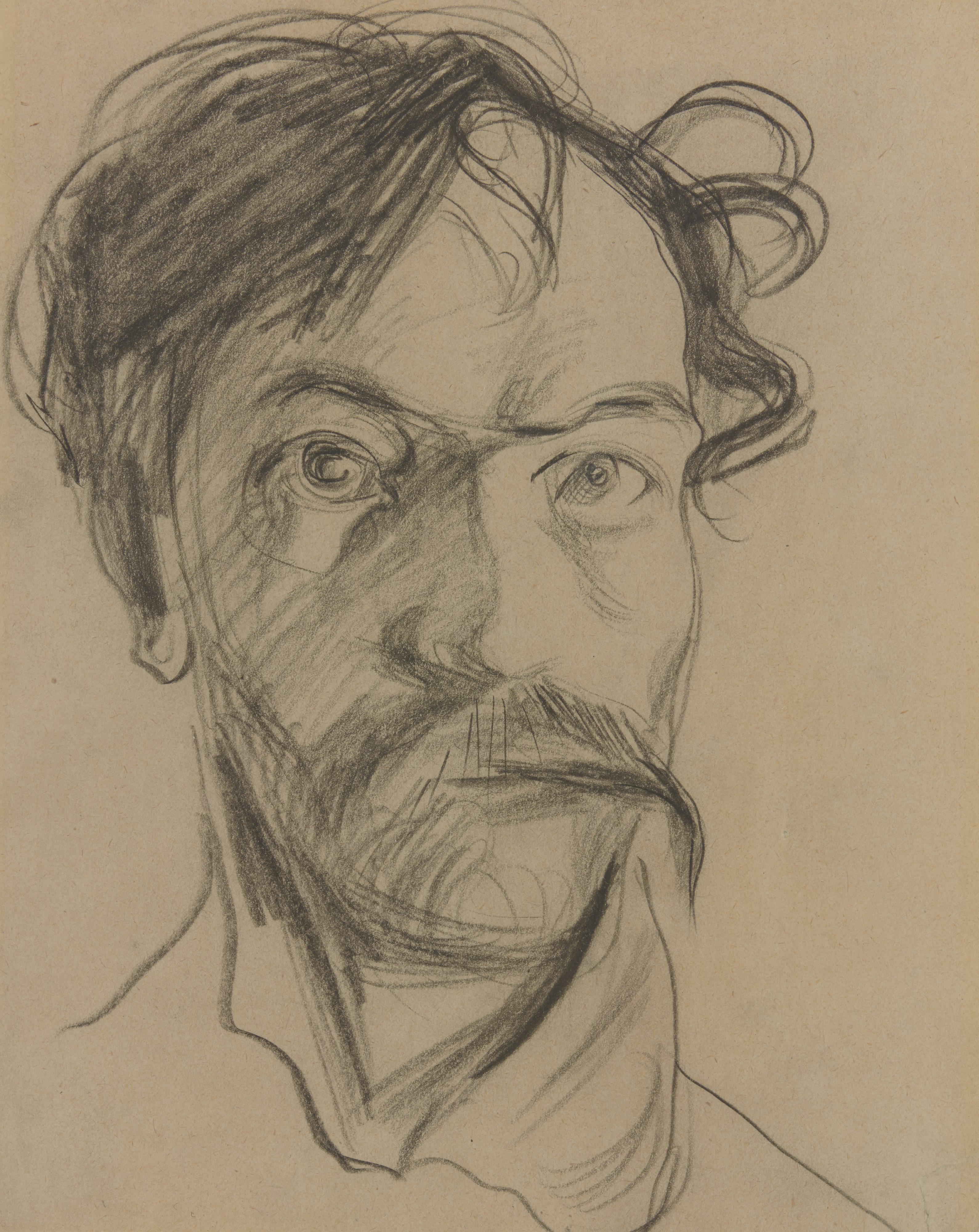
Autoportret
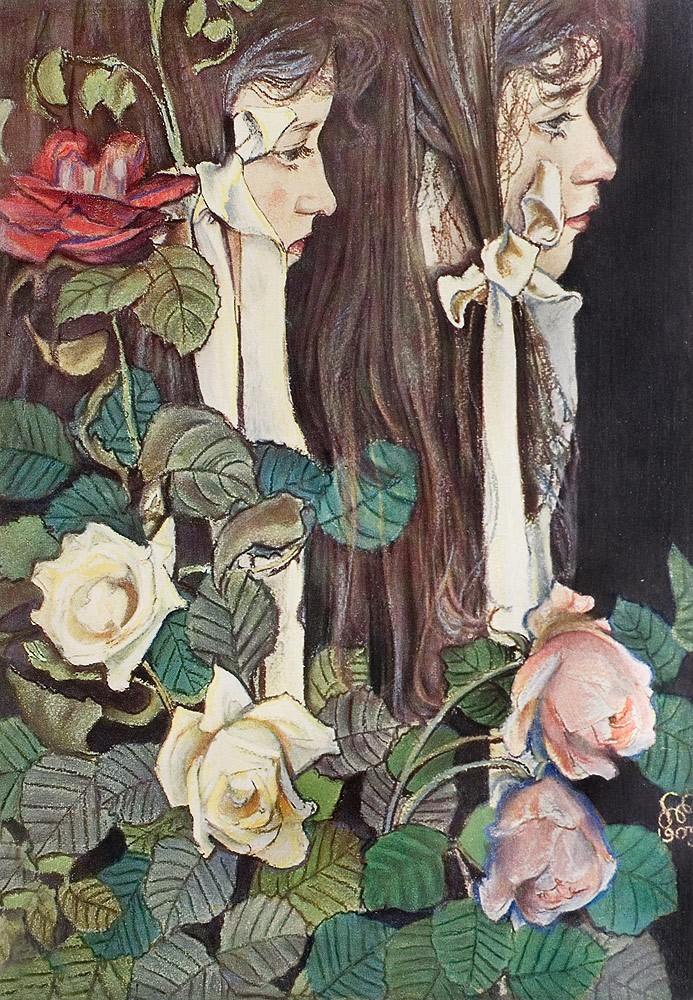
Eliza Parenska
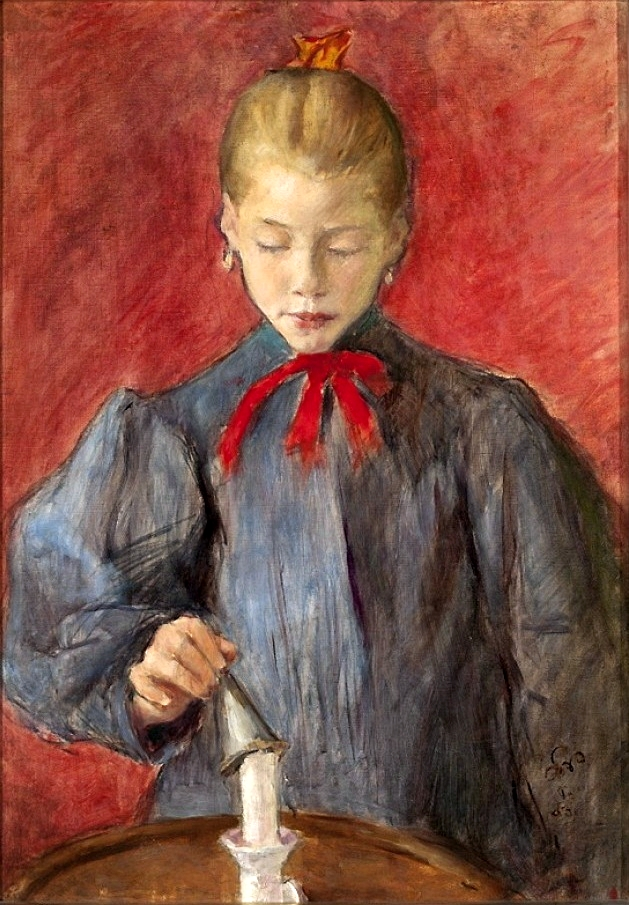
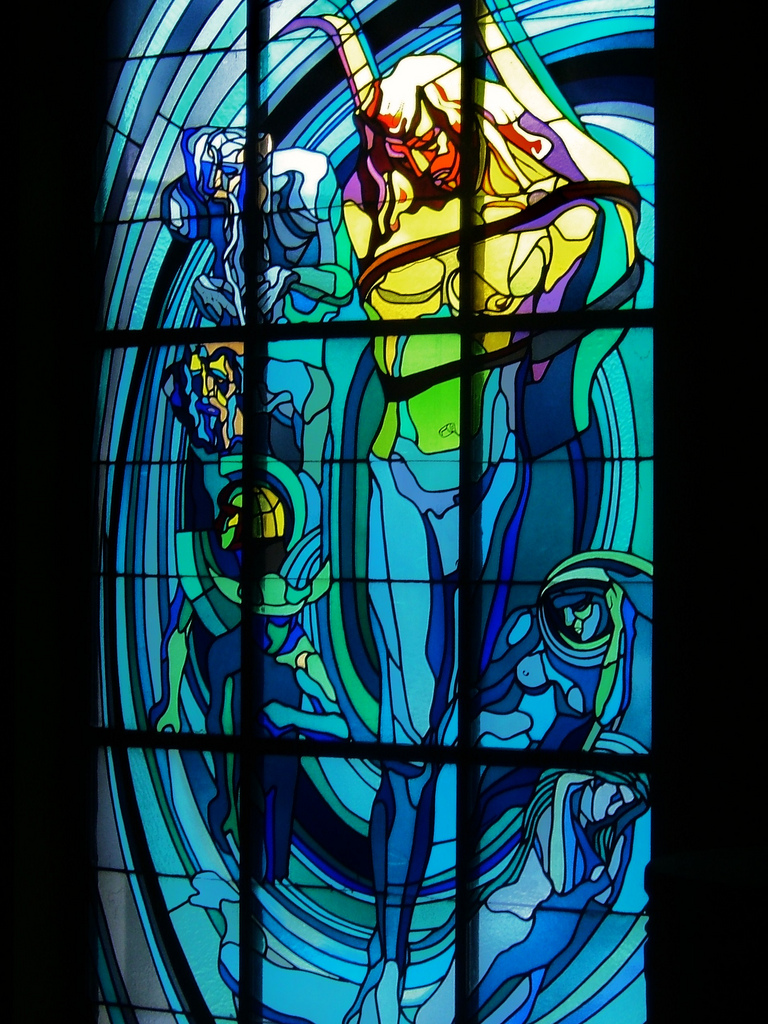
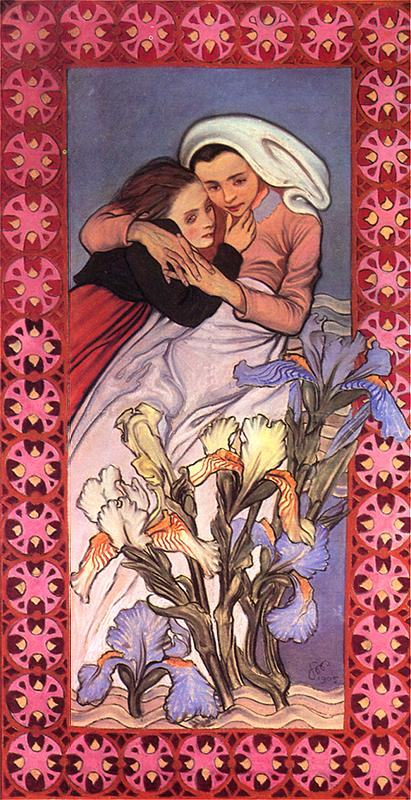
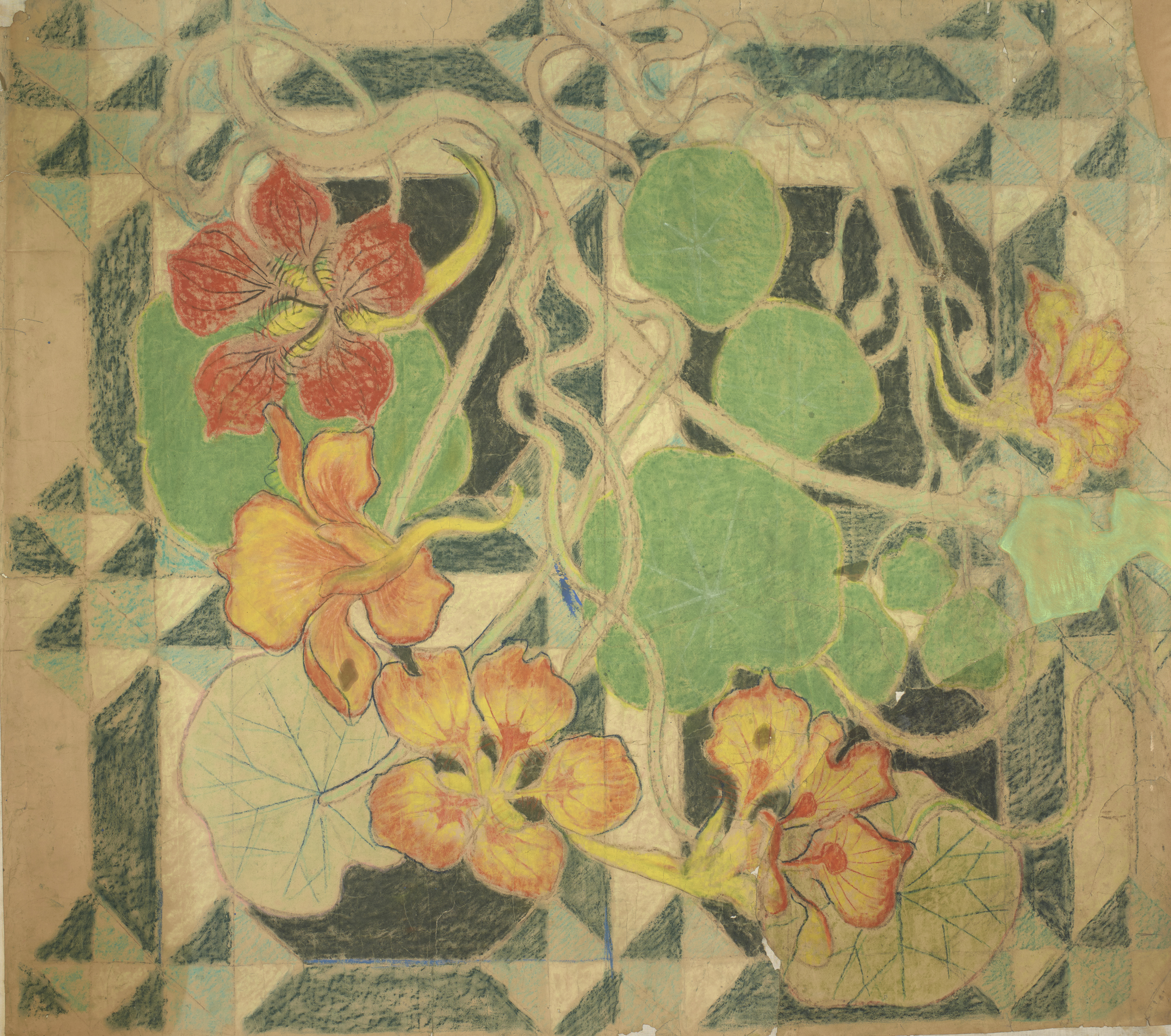

### Literatură engleză
- en Zimmer, Szczepan K. (1959) Stanisław Wyspiański, Biographical Sketch, translated by Helena Maria Zimmer

### Literatură poloneză
- pl Brodnicki, W. (1970) Między niebem a piekłem. Łódź: Wydawnictwo Łódzkie.
- pl Kępiński, Z. (1984) Stanisław Wyspiański. Warsaw: Literatura.
- pl Nelken, H. (1959) Stanisław Wyspiański. Warsaw: Wydawnictwo Arkady.
- pl Skoczylas, L. (1972) Stanisław Wyspiański – życie i twórczość. Cracow: Książnica Powszechna.

### Literatură germană
- de Taborski, Roman (1996) Stanisław Wyspiański – der große Schöpfer der polnischen Moderne  : anläßlich der Enthüllung der Wyspiański gewidmeten Gedenktafel in Wien (Ed.: Edward Hałoń) . Vienna: Zentrum für Verbreitung d. Wiss. d. Poln. Akad. d. Wiss.